# Liste der Bodendenkmäler in Mettingen
Die Liste der Bodendenkmäler in Mettingen enthält die denkmalgeschützten unterirdischen baulichen Anlagen, Reste oberirdischer baulicher Anlagen, Zeugnisse tierischen und pflanzlichen Lebens und paläontologischen Reste auf dem Gebiet der Gemeinde Mettingen im Kreis Steinfurt in Nordrhein-Westfalen (Stand: September 2020). Diese Bodendenkmäler sind in Teil B der Denkmalliste der Gemeinde Mettingen eingetragen; Grundlage für die Aufnahme ist das Denkmalschutzgesetz Nordrhein-Westfalen (DSchG NRW).
| Bild | Bezeichnung | Lage                         | Beschreibung | Bauzeit | Eingetragen seit | Denkmal- nummer |
| ---- | ----------- | ---------------------------- | --- | ------- | ---------------- | --------------- |
| BW   | Gräberfeld  | Bockraden / Querenberg Karte | Gräberfeld mit Hügelgräbern und Flachgräbern des frühen Mittelalters. Obertägig erhalten 8 Hügel: a) Dm. ca. 5,0 m, Höhe 0,2 m b) Dm. ca. 4,0 m, Höhe ca. 0,1 m c) Dm. ca. 5,0 m, Höhe 0,2 m. d) Dm. ca. 5,0 m, Höhe ca. 0,2 m. e) Dm. ca. 4,5 m, Höhe 0,2 m. f) Dm. ca. 4,5 m, Höhe 0,2 m. g) Dm. ca. 3,0 m, Höhe 0,2 m. h) Dm. ca. 5,0 m, Höhe 0,2 m. Bei Geländebegehungen 1932/1933 waren noch 21 weitere Hügelgräber obertägig erhalten. Bei Ausgrabungen 1932 wurde nachgewiesen, dass sich zwischen den Hügelgräbern dicht nebeneinander angelegte Flachgräber befinden. |         | 17.09.1989       | 1               |
| BW   | Grabhügel   | Großer Tannenkamp Karte      | 2 Grabhügel (Nr. 10 und 10a): 10) Durchmesser: 20 m, Höhe 1,1 m; gut erhaltener Hügel mit Spuren eines zentralen Bodeneingriffs. Der östliche Hügelfuß wird von einem Waldweg überführt. 10a) Durchmesser: 18 m, Höhe 0,5 m; stark verflachter, an seiner Westseite von einem Waldweg überquerter Hügel. Aufgrund ihrer Größe ist als Entstehungszeit der Grabhügel die späte Jungsteinzeit / frühe Bronzezeit anzunehmen. Im Umfeld der Grabhügel ist mit weiteren (obertägig nicht erkennbaren) Bestattungen zu rechnen.                                                      |         | 21.09.1989       | 2               |